# ヴェーリンギア (小惑星)
ヴェーリンギア (226 Weringia) は、小惑星帯に位置する典型的な小惑星の一つである。
1882年7月19日にオーストリアの天文学者、ヨハン・パリサがウィーンで発見し、ウィーン市内にある町の名前ヴェーリングにちなんで命名された。